# Grushovi (Krasnodar)
Grushovi (del ruso: Грушёвый) es un jútor del raión de Beloréchensk del krai de Krasnodar, en Rusia. Se sitúa a orillas del río Psenafa, tributario del Labá, afluente del río Kubán, 8 km al suroeste de Beloréchensk y 81 km al sureste de Krasnodar, la capital del krai. Tenía 394 habitantes (2008).
Pertenece al municipio Rodnikóvskoye.